# رند، نیو ساوت ولز
رند (به انگلیسی: Rand) یک شهرک در استرالیا است که در نیو ساوت ولز واقع شده‌است.